# Amstetten (Württemberg)
Amstetten ist eine Gemeinde im Alb-Donau-Kreis in Baden-Württemberg (Deutschland).

## Geographie

### Geographische Lage

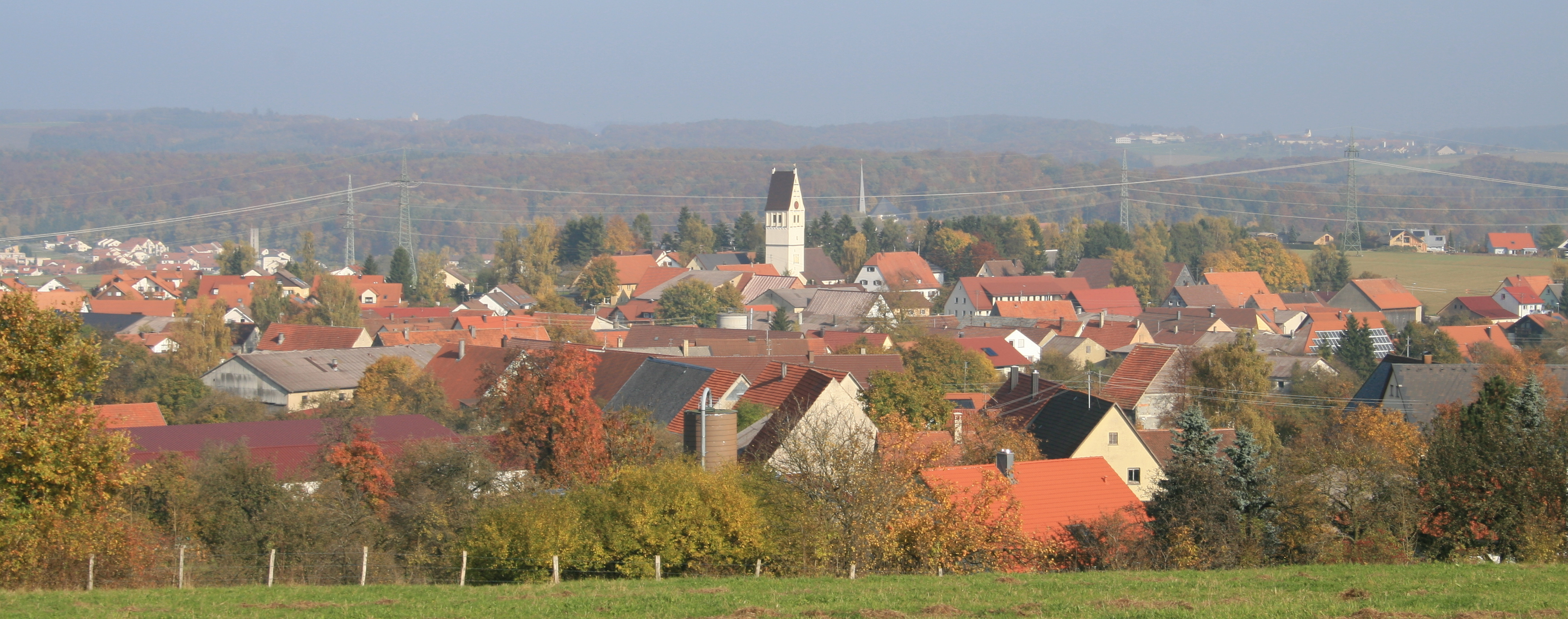
Alter Ortskern Amstetten-Dorf von Südwesten aus gesehen

Amstetten liegt auf der nördlichen Schwäbischen Alb am Kopf der Geislinger Steige, etwa 25 Kilometer nordwestlich von Ulm. Hier überquert eine uralte Handelsstraße aus dem Filstal kommend die Alb.

### Nachbargemeinden
Die Gemeinde grenzt im Norden an die Stadt Geislingen an der Steige im Landkreis Göppingen, im Osten an Gerstetten im Landkreis Heidenheim, Altheim (Alb) und Weidenstetten, im Süden an Lonsee und im Westen an Nellingen.

### Gemeindegliederung
Zur Gemeinde Amstetten gehören die Ortsteile Bräunisheim, Hofstett-Emerbuch, Reutti, Schalkstetten und Stubersheim. Der Ort Amstetten selbst gliedert sich in das alte Amstetten-Dorf und das nach dem Bahnbau neu entstandene Amstetten-Bahnhof.

### Schutzgebiete
In Amstetten liegen fünf Teilgebiete des Naturschutzgebiets Heiden in Lonsee und Amstetten. Ein Großteil der Gemeindefläche ist als Landschaftsschutzgebiet Amstetten ausgewiesen. Überdies hat die Gemeinde Anteil an den FFH-Gebieten Kuppenalb bei Laichingen und Lonetal und Hungerbrunnen-, Sacken- und Lonetal.

## Geschichte

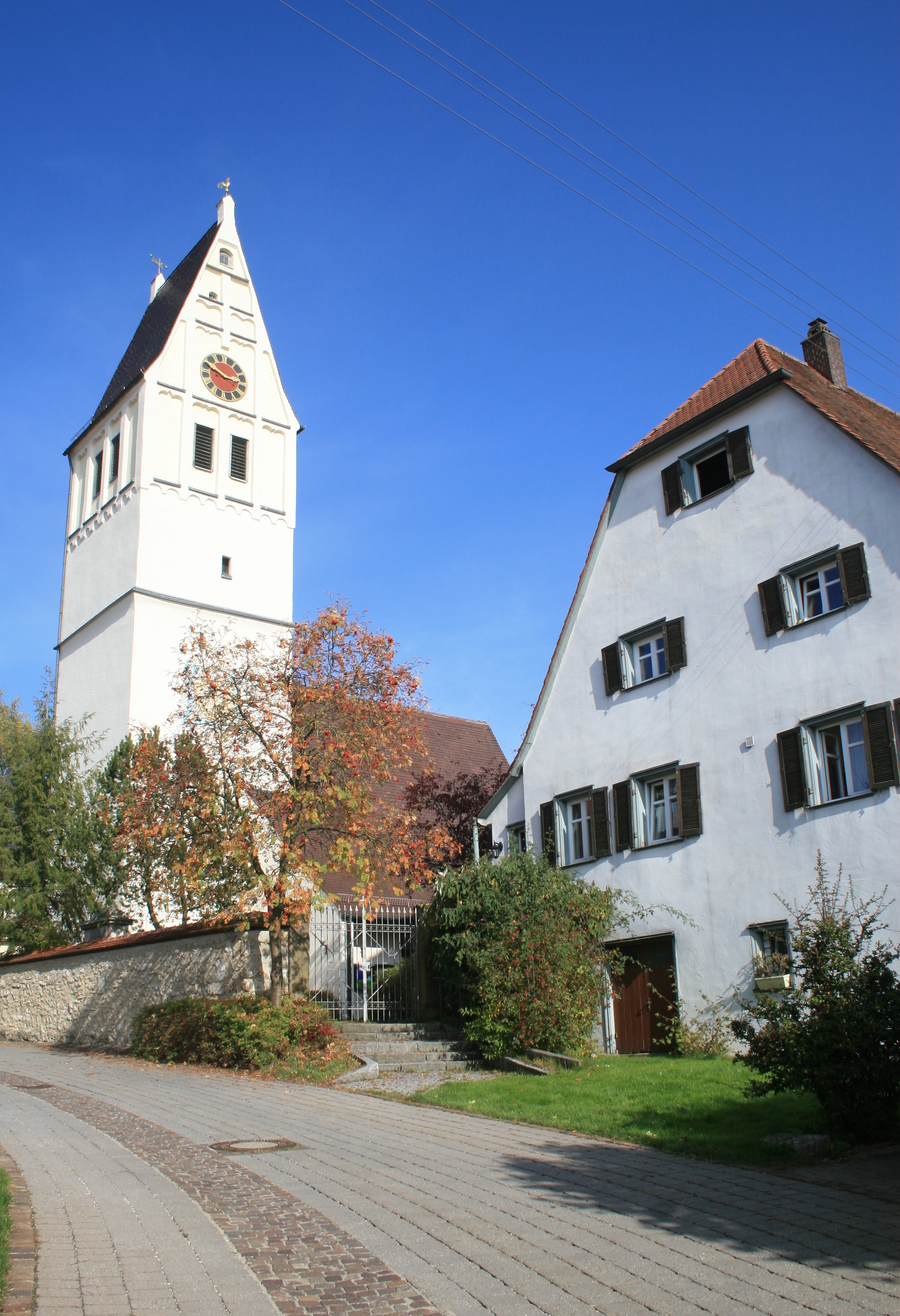
Die ursprünglich um 1000 entstandene Laurentiuskirche prägt den alten Ortskern.

Spuren einer römischen Straßenstation am Kopf der Geislinger Steige belegen die wichtige verkehrsgeographische Lage. Während in Amstetten selbst bisher Spuren einer frühmittelalterlichen Besiedlung fehlen, belegen Funde aus den Ortsteilen Schalkstetten, Bräunisheim und Stubersheim eine Besiedlung mindestens seit der Merowingerzeit. Die erste urkundliche Erwähnung Amstettens stammt aus dem Jahr 1275 im Liber decimationis, dem Zehntbuch des Bistums Konstanz. Im Spätmittelalter gehörte die Region überwiegend den Grafen von Helfenstein, die ihren Besitz jedoch Ende des 14. Jahrhunderts an die Reichsstadt Ulm verpfänden mussten. 1803 fiel Amstetten zusammen mit Ulm zunächst an das Kurfürstentum Bayern, 1810 schließlich das Königreich Württemberg und wurde dem Oberamt Geislingen zugeordnet. 1850 wurde Amstetten mit der Fortsetzung der Ostbahn bis Ulm an das Schienennetz der Württembergischen Eisenbahn angeschlossen. 1938 kam Amstetten im Zuge einer württembergischen Gebietsreform während der NS-Zeit zum Landkreis Ulm. 1945 wurde der Ort Teil der Amerikanischen Besatzungszone und gehörte somit zum neu gegründeten Land Württemberg-Baden, das 1952 im jetzigen Bundesland Baden-Württemberg aufging. Seit der 1973 erfolgten Kreisreform gehört Amstetten zum neu gebildeten Alb-Donau-Kreis.

### Einwohnerentwicklung
Es handelt sich um Einwohnerzahlen nach dem jeweiligen Gebietsstand. Die Zahlen sind Volkszählungsergebnisse (¹) oder amtliche Fortschreibungen des Statistischen Landesamtes Baden-Württemberg (nur Hauptwohnsitze).
| Jahr                 | Einwohner |
| -------------------- | --------- |
| 1. Dezember 1871 ¹   | 1712      |
| 1. Dezember 1880 ¹   | 1762      |
| 1. Dezember 1890 ¹   | 1607      |
| 1. Dezember 1900 ¹   | 1661      |
| 1. Dezember 1910 ¹   | 1733      |
| 16. Juni 1925 ¹      | 1736      |
| 16. Juni 1933 ¹      | 1756      |
| 17. Mai 1939 ¹       | 1820      |
| 13. September 1950 ¹ | 2607      |

| Jahr              | Einwohner |
| ----------------- | --------- |
| 6. Juni 1961 ¹    | 2673      |
| 27. Mai 1970 ¹    | 2816      |
| 31. Dezember 1980 | 3242      |
| 25. Mai 1987 ¹    | 3369      |
| 31. Dezember 1990 | 3562      |
| 31. Dezember 1995 | 3952      |
| 31. Dezember 2000 | 3943      |
| 31. Dezember 2005 | 3974      |
| 31. Dezember 2010 | 3940      |

| Jahr              | Einwohner |
| ----------------- | --------- |
| 31. Dezember 2015 | 3978      |
| 31. Dezember 2020 | 4061      |

### Eingemeindungen
Im Zuge der Gemeindegebietsreform in Baden-Württemberg wurden folgende Gemeinden nach Amstetten eingemeindet:
- 1. März 1972: Hofstett-Emerbuch und Stubersheim[4]
- 1. Dezember 1973: Bräunisheim[5]
- 1. Januar 1975: Reutti und Schalkstetten[6]

Die früheren Gemeinden gehörten bis zu dessen Auflösung zum Landkreis Ulm.

### Ausgliederungen
Am 1. Juli 1974 wurde Sontbergen, bis zum 30. November 1973 ein Ortsteil von Bräunisheim, an die Nachbargemeinde Gerstetten abgetreten.
Wappen der eingemeindeten Gemeinden
| Hofstett-Emerbuch | Stubersheim | Bräunisheim | Reutti | Schalkstetten |
| ----------------- | ----------- | ----------- | ------ | ------------- |

## Politik

### Gemeinderat
In Amstetten wird der Gemeinderat nach dem Verfahren der unechten Teilortswahl gewählt. Dabei kann sich die Zahl der Gemeinderäte durch Überhangmandate verändern. Der Gemeinderat in Amstetten hat nach der letzten Wahl 21 Mitglieder (2009: 20). Die Kommunalwahl am 9. Juni 2024 führte zu folgendem amtlichen Endergebnis. Die Wahlbeteiligung lag bei 65,2 % (2019: 62,1 %). Der Gemeinderat besteht aus den gewählten ehrenamtlichen Gemeinderäten und dem Bürgermeister als Vorsitzendem. Der Bürgermeister ist im Gemeinderat stimmberechtigt.
| Partei/Liste                   | 2024    | 2024   | 2019    | 2019   |
| Partei/Liste                   | Stimmen | Sitze  | Stimmen | Sitze  |
| ------------------------------ | ------- | ------ | ------- | ------ |
| Freie Wählergemeinschaft (FWG) | 46,2 %  | 9      | 52,5 %  | 10     |
| Freie Wählervereinigung        | 40,7 %  | 7      | 47,5 %  | 8      |
| Zukunft Gemeinde Amstetten     | 13,0 %  | 2      | --      | --     |
| Wahlbeteiligung                | 65,2 %  | 65,2 % | 62,1 %  | 62,1 % |

### Bürgermeister
Johannes Raab wurde im März 2018 mit 74,1 % der Stimmen zum Bürgermeister gewählt (1. Amtszeit). Die Wahl war nötig geworden, da Amtsvorgänger Jochen Grothe aus Krankheitsgründen während seiner dritten Amtszeit ausgeschieden war.

### Wappen
Das Wappen zeigt auf silbernen (weißen) Grund eine schwarze Schäferschippe, die mit einem silbernen (weißen) fünfspeichigen Rad belegt ist. Die Gemeindeflagge entspricht mit schwarz-weiß diesem Wappen. Wappen und Flagge wurden 1958 verliehen.
Die Farben des Wappens erinnern an die Stadt Ulm, zu der Amstetten einst gehörte. Die Schäferschippe erinnert an die früher in dieser Gegend weit verbreitete Schafzucht und das fünfspeichige Rad erinnert als Symbol des Verkehrs und der Industrie an den Bahnhof, dem Amstetten ihre wirtschaftliche Entwicklung verdankt.

### Gemeindepartnerschaften
Amstetten unterhält partnerschaftliche Beziehungen zu Celles-sur-Belle in Frankreich seit 1989.

## Wirtschaft und Infrastruktur
In Amstetten befindet sich eine Gießerei der Heidelberger Druckmaschinen AG mit ca. 870 Mitarbeitern.
Amstetten liegt an der B 10 Stuttgart–Ulm.

### Schienenverkehr

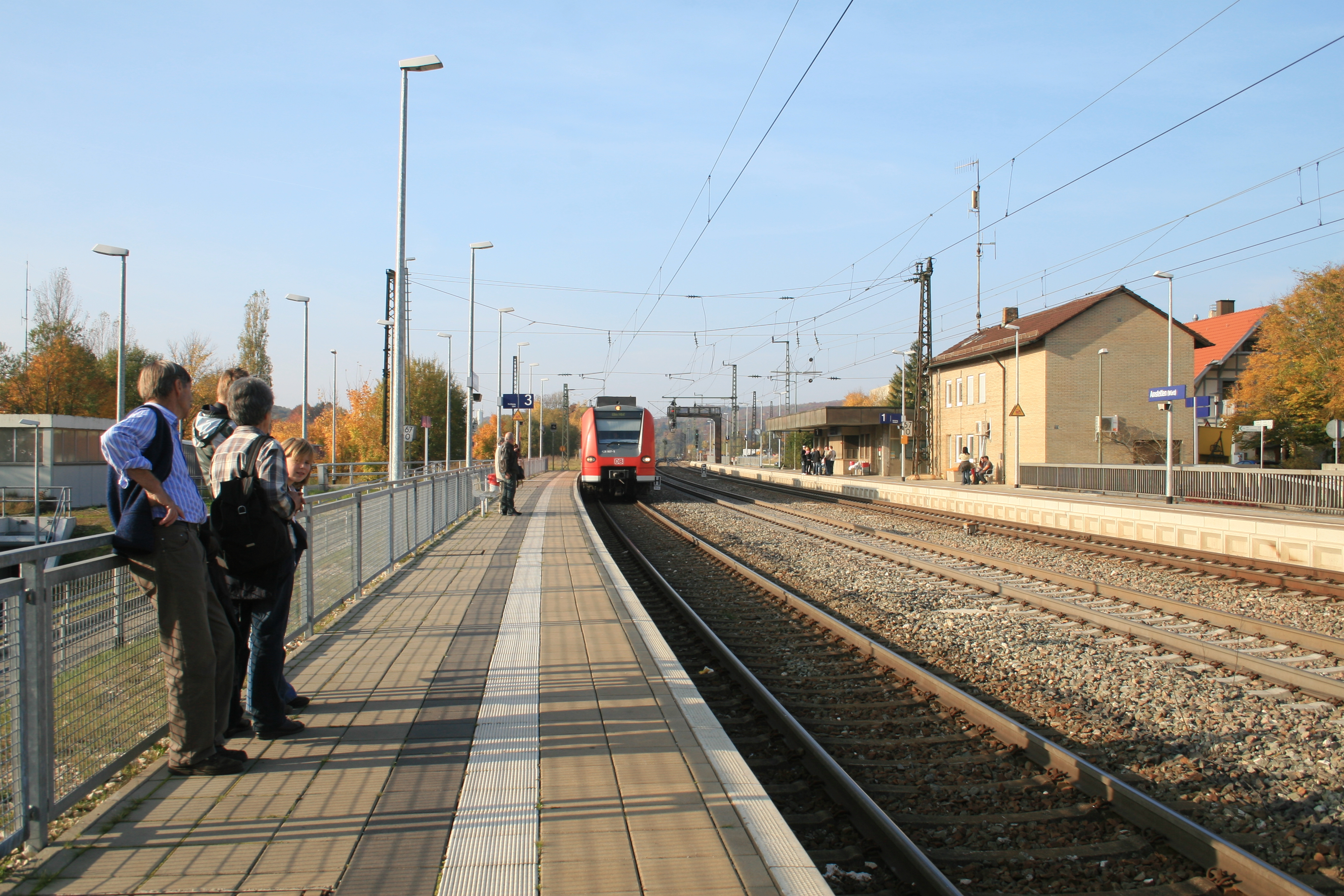
Ankunft eines Regional-Express im Bahnhof Amstetten (Württ)

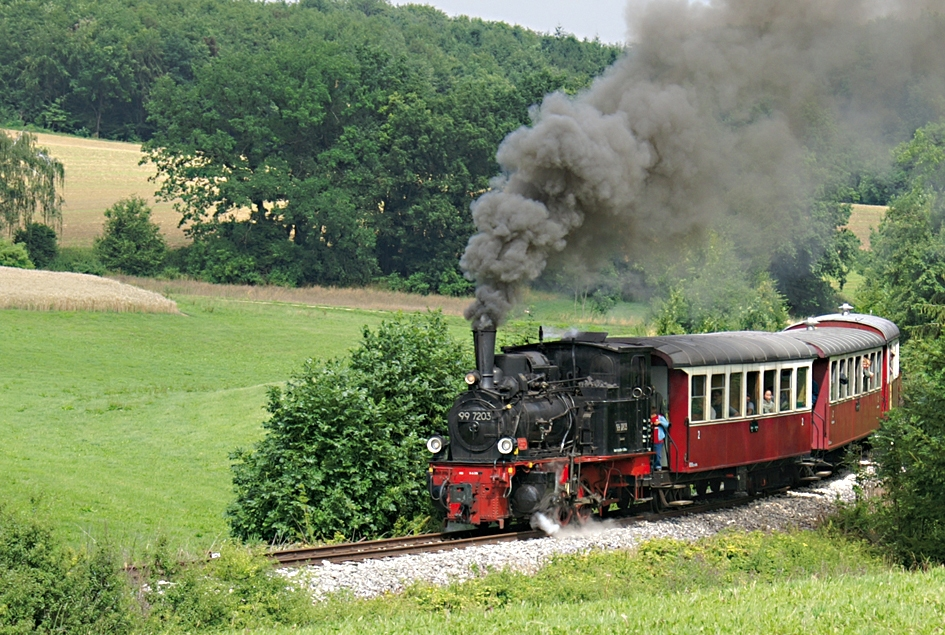
Das Albbähnle auf der Fahrt von Amstetten (Württ) nach Oppingen

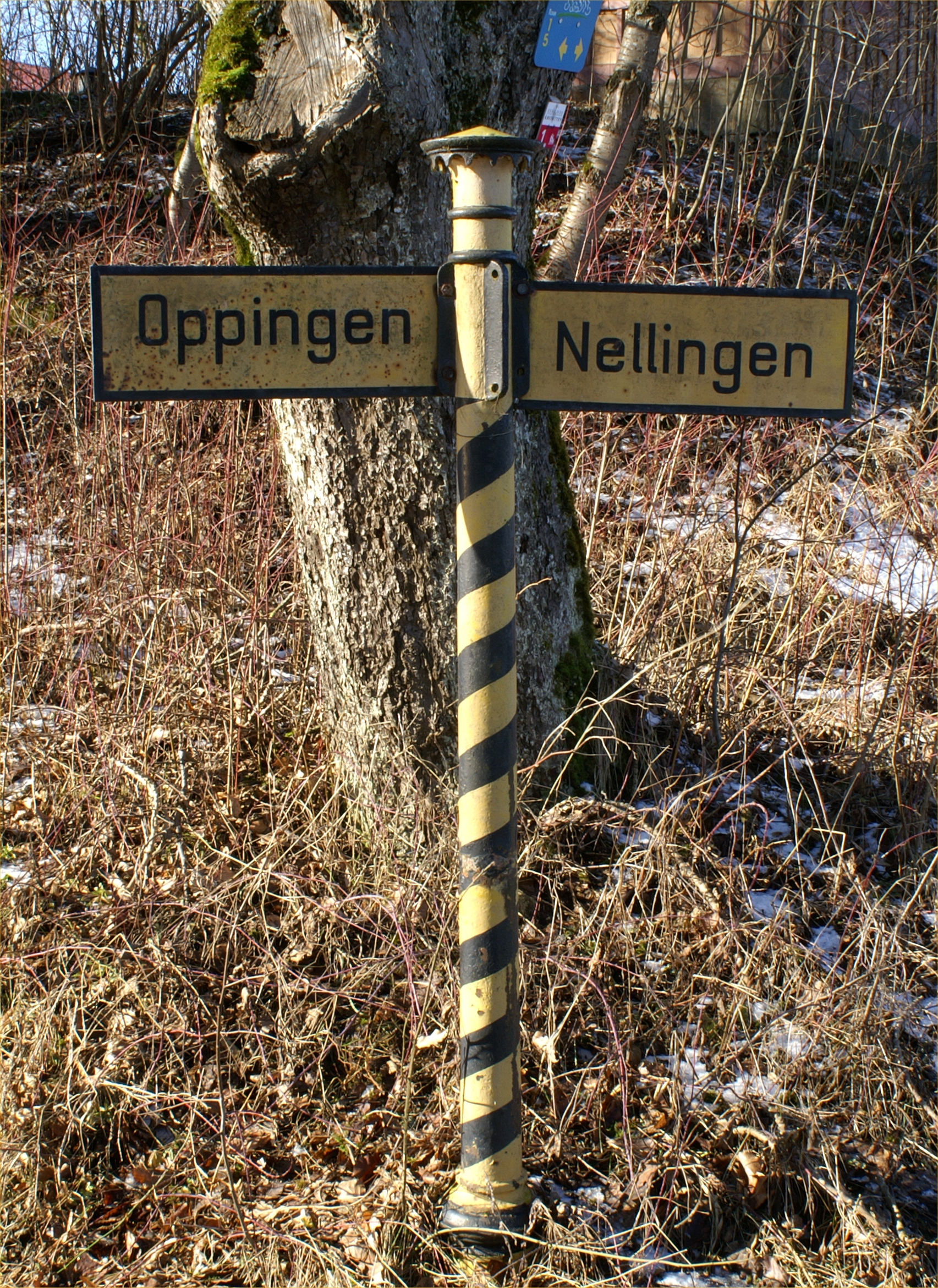
Historischer Wegweiser in Amstetten-Dorf

Die Filstalbahn von Stuttgart nach Neu-Ulm führt durch die Gemeinde. Der Bahnhof Amstetten (Württ) hatte früher durch die Anbindung zweier Nebenbahnen sowie durch die Lage am oberen Ende der Geislinger Steige eine größere betriebliche Bedeutung.
Heute fahren auf den beiden Nebenbahnen zeitweise noch historische Züge. Die Bahnstrecke Amstetten–Gerstetten (Spurweite 1435 mm) ist 20 Kilometer lang, das sogenannte Albbähnle verkehrt auf der ehemaligen Bahnstrecke Amstetten–Laichingen (Spurweite 1000 mm). Nach deren Stilllegung 1985 gelang es, den Abbau des sechs Kilometer langen Teilabschnitts bis Oppingen zu verhindern.

#### Radverkehr
Durch eine Alltagsroute aus dem Radnetz Baden-Württemberg ist Amstetten mit Geislingen an der Steige und in der anderen Richtung über Lonsee, Westerstetten und Beimerstetten mit Ulm verbunden. 
Der Albtäler-Radweg führt als Landes-Fernradweg durch Amstetten; es handelt sich um einen Rundkurs zwischen Römerstein und Giengen an der Brenz. Er verläuft dabei von Laichingen über Merklingen und Nellingen kommend nach Amstetten und weiter ins Lonetal.

## Sport
Der SV Amstetten 1946 e. V. ist der örtliche Sportverein mit den Sparten Fußball, Tennis und Turnen. Er unterhält zwei große Sportplätze, Vereinsheim und Tennishalle mit Außenanlagen.
Der Ortsteil Stubersheim hatte in Deutschland in der Spielzeit 2010/2011 die Fußballmannschaft mit den wenigsten Punkten und den meisten Gegentoren, pro Spiel im Durchschnitt 13.

## Persönlichkeiten
- Benedictus Ducis, geboren um 1492 in Konstanz, gestorben Ende 1544 bei Ulm, wirkte ab 1533 in Stubersheim, ab 1535 in Schalkstetten. Er war Pfarrer, Humanist und Komponist der Renaissance.
- Jakob Stoller, geboren 21. April 1873 in Amstetten, gestorben 15. November 1930 in Weimar, Geologe und Hochschullehrer
- Wilhelm Stoller, geboren 8. April 1884 in Amstetten, gestorben 4. November 1970 in Ludwigsburg, Diplomat und Generalkonsul